# Anthodioctes sioneii
Anthodioctes sioneii är en biart som beskrevs av Urban 1999. Anthodioctes sioneii ingår i släktet Anthodioctes och familjen buksamlarbin. Inga underarter finns listade i Catalogue of Life.